# Liste der National Historic Sites of Canada in Hamilton
Diese Liste beinhaltet alle Bauwerke, Objekte und Stätten in der kanadischen Stadt Hamilton, die den Status einer National Historic Site of Canada (frz. lieu historique national du Canada) besitzen. Das kanadische Bundesministerium für Umwelt nahm diverse Stätten in diese Liste auf. Von diesen wird eine von Parks Canada verwaltet.
National Historic Sites in der übrigen Provinz Ontario finden sich in der Liste der National Historic Sites of Canada in Ontario.

## National Historic Sites
| Historische Stätte                          | Datum             | Kenn- zeichnung | Standort                     | Beschreibung | Foto                                        |
| ------------------------------------------- | ----------------- | --------------- | ---------------------------- | --- | ------------------------------------------- |
| Altes Zollhaus                              | um 1850           | 1992            | 43° 14′ 47″ N, 79° 50′ 50″ W | Ein früheres Zollhaus, das heute als Kulturzentrum genutzt wird; bekanntes Beispiel des Italianate-Stils, der Mitte des 19. Jahrhunderts in Kanada beliebt war.                                                                            | Zollhaus                                    |
| Burlington Heights                          | 1813–1814         | 1929            | 43° 16′ 14″ N, 79° 53′ 10″ W | Truppensammelplatz und Versorgungsdepot für die Verteidigung der Niagara-Halbinsel und Unterstützung der Marine auf dem Ontariosee während des Britisch-Amerikanischen Krieges.                                                            | Burlington Heights NHS                      |
| Church of the Ascension (Hamilton)          | 1850–1851         | 1993            | 43° 15′ 14″ N, 79° 52′ 13″ W | Das Kulturdenkmal besteht aus der Kirche welche Mitte des 19. Jahrhunderts erbaut wurde und zwei „Sunday school“ Gebäuden vom Beginn des 20. Jahrhunderts, die direkt an die Kirche grenzen.                                               | Church of the Ascension                     |
| St. Pauls Presbyterian Church (Hamilton)    | 1854–1857         | 1990            | 43° 15′ 17″ N, 79° 52′ 13″ W | Das Kulturdenkmal der Kirche, welche vormals St. Andrew’s Church als Bezeichnung führte wurde Mitte des 19. Jahrhunderts erbaut wurde und steht in Verbindung mit William Thomas (1799–1860).                                              | St. Pauls Presbyterian Church (Hamilton)    |
| Dundurn Castle                              | 1835 (Bauende)    | 1984            | 43° 16′ 10″ N, 79° 53′ 5″ W  | Herrschaftliche Villa des Politikers Allan MacNab im Picturesque-Stil. | Dundurn Castle                              |
| Ehem. Bahnhof der Canadian National Railway | 1931 (Bauende)    | 2000            | 43° 15′ 59″ N, 79° 52′ 2″ W  | Dieser ehemalige Bahnhof der Canadian National Railway ist ein seltenes erhalten gebliebenes Beispiel eines Bahnhofs aus der Zwischenkriegszeit, der den Grundsätzen der „City Beautiful“-Bewegung entspricht.                             | Ehem. Bahnhof der Canadian National Railway |
| Erland Lee Museum                           | 1808 (Bauende)    | 2002            | 43° 12′ 24″ N, 79° 43′ 18″ W | Farmhaus im Stil der „Zimmermannsgotik“; Gründungsort des kanadischen Ablegers der Frauenorganisation Women’s Institute. | Erland Lee Museum                           |
| Griffin House                               | 1827 (Bauende)    | 2008            | 43° 14′ 9″ N, 80° 0′ 10″ W   | Für Oberkanada typisches Vierzimmerhaus des frühen 19. Jahrhunderts; Zwischenstation der Underground Railroad, auf der entflohene Sklaven nach Kanada gelangten.                                                                           | Griffin House                               |
| Hamilton Waterworks                         | 1859 (Bauende)    | 1977            | 43° 15′ 22″ N, 79° 46′ 15″ W | Dieses Wasserwerk ist ein seltenes erhalten gebliebenes Beispiel eines viktorianischen Industriekomplexes, der architektonisch und funktional weitgehend intakt ist.                                                                       | Hamilton Waterworks                         |
| Haida                                       | 1942 (Bauende)    | 1984            | 43° 16′ 31″ N, 79° 51′ 19″ W | Letzter erhalten gebliebener Zerstörer der Tribal-Klasse der Royal Canadian Navy; heute ein Museumsschiff im Hafen von Hamilton. | HMCS Haida                                  |
| John Weir Foote Armoury                     | 1888 (Bauende)    | 1989            | 43° 15′ 43″ N, 79° 51′ 58″ W | Der nach dem Militärgeistlichen John Weir Foote benannte Nordflügel des Gebäudes repräsentiert die zweite Entwicklungsphase beim Bau von Zeughäusern in Kanada (1870er bis 1890er Jahre).                                                  | John Weir Foote Armoury                     |
| McQuesten House / Whitehern                 | 1848 (Bauende)    | 1962            | 43° 15′ 17″ N, 79° 52′ 20″ W | Zweistöckiges neoklassizistisches Wohnhaus des Politikers Thomas McQuesten, heute ein Museum; herausragendes und intaktes Beispiel der Wohnhausarchitektur Ontarios in der Mitte des 19. Jahrhunderts.                                     | McQuesten House / Whitehern                 |
| Royal Botanical Gardens                     | 1920er (Gründung) | 1993            | 43° 17′ 28″ N, 79° 52′ 31″ W | Einer von Kanadas wichtigsten botanischen Gärten mit einer Fläche von über 1100 Hektar an der Burlington Bay; internationale Registrierungsbehörde für Flieder-Kultivare.                                                                  | Royal Botanical Gardens                     |
| Sandyford Place                             | 1856 (Bauende)    | 1975            | 43° 15′ 7″ N, 79° 52′ 24″ W  | Reihenhäuser aus Stein;, typisch für den Baustil in Hamilton Mitte des 19. Jahrhunderts, als schottische Einwanderer sich von ihrer Heimat inspirieren ließen.                                                                             | Sandyford Place                             |
| Schlacht bei Stoney Creek                   | 1813 (Schlacht)   | 1960            | 43° 13′ 2″ N, 79° 45′ 58″ W  | Stätte eines britischen Sieges, der einen Wendepunkt im Britisch-Amerikanischen Krieg darstellte; weitester Vorstoß amerikanischer Truppen während des Niagara-Feldzugs.                                                                   | Schlacht bei Stoney Creek                   |
| Victoria Hall                               | 1888 (Bauende)    | 1995            | 43° 15′ 20″ N, 79° 52′ 2″ W  | Geschäftshaus mit Vorderfassade aus handgefertigtem galvanisiertem Blech; eine der architektonisch vollkommensten Anwendungen dieser Art in Kanada.                                                                                        | Victoria Hall                               |
| 59-63 King Street West, Dundas              | 1875              | 1979            | 43° 15′ 23″ N, 79° 51′ 26″ W | Das Haus an der Haupteinkaufsstraße King Street West mit den Hausnummern 59-63 in der ehemaligen Stadt Dundas (heute Hamilton) ist ein zweigeschossiges Ziegelgebäude, wobei die Vorderseite des Gebäudes geschützt ist als Kulturdenkmal. | 59-63 King Street West (Hamilton)           |